# Nennslingen
Nennslingen es un municipio situado en el distrito de Weißenburg-Gunzenhausen, en el estado federado de Baviera (Alemania). Tiene una población estimada, a fines de 2024, de 1449 habitantes.